# Херринг, Коньерс
Коньерс Херринг (англ. Conyers Herring; 15 ноября 1914, Scotia, Нью-Йорк — 23 июля 2009, Пало-Алто, Калифорния) — американский физик, специалист в области физики твёрдого тела, лауреат премии Вольфа по физики за 1985 год.
Член Национальной академии наук США (1968).

## Биография
Коньерс Херринг родился 15 ноября 1914 года в округе Скенектади в штате Нью-Йорк в США, в семье Вильяма и Мери Херринг. Его отец был физиком, а мать — медсестрой.
Коньерс Херринг получил докторскую степень в области физики в Принстонском университете в 1937 году, представив диссертацию под названием «О совпадении энергий в теории зон Бриллюэна» под руководством Юджина Вигнера. В 1946 году он присоединился к техническому персоналу Bell Laboratories в Мюррей-Хилл, штат Нью-Джерси, где он оставался вплоть до 1978 года. Затем он перешёл работать на факультет Стэнфордского университета.
Коньерс Херринг сыграл важную роль в развитии физики твердого тела. Он заложил основы расчетов зонной структуры металлов и полупроводников, кульминацией которых стало открытие в 1940 году «метода ортогональной плоской волны» (OPW). Большая часть современной физики твердого тела, созданная сегодня, вытекает из этих открытий Херринга.
В 1985 году Коньерс Херринг был удостоен премии Вольфа по физике вместе с Филиппом Нозьером за «их основной вклад в фундаментальную теорию твердого тела, особенно в поведение электронов в металлах». В 1980 году он был удостоен премии Национальной академии наук США за научный обзор.

## Премии
- Премия Оливера Бакли (1959) «For his interpretation of the transport properties of semiconductors»
- Премия Национальной академии наук США за научный обзор (1980)[4]
- Премия Вольфа (1985)